# Laetitia Beck
Laetitia Beck (em hebraico:  לטיסיה בק; nascida em 5 de fevereiro de 1992) é uma golfista profissional israelita. Laetitia fez sua estreia como profissional no Aberto Britânico Feminino de Golfe em 2014.
Irá representar o Israel no golfe nos Jogos Olímpicos de Verão de 2016 no Rio de Janeiro.